# Jihad
Jihad một thuật ngữ Hồi giáo, là một bổn phận tôn giáo của người theo đạo Hồi. Trong tiếng Ả Rập, từ jihād dịch như một danh từ có nghĩa là "đấu tranh" hay "phấn đấu". Jihād xuất hiện 41 lần trong Kinh Qur'an và thường xuyên trong các biểu hiện thành ngữ "phấn đấu theo cách của Allah (al-jihād fi sabil Allah)".. Một người tham gia vào jihād được gọi là một mujahid; số nhiều là mujahideen. Jihād là một bổn phận tôn giáo quan trọng đối với người theo Hồi giáo. Một số ít trong số các học giả Sunni đôi khi đề cập đến vụ này như những trụ cột thứ sáu của Hồi giáo, mặc dù nó không chiếm giữ vị thế chính thức như vậy. Trong Twelver Shi'a Islam, tuy nhiên, Jihād là một trong 10 furū al-dīn.
Có hai ý nghĩa thường được chấp nhận của jihād: một cuộc đấu tranh về nội tâm tinh thần và một cuộc đấu tranh về vật chất. Cuộc "đấu tranh lớn hơn" là cuộc đấu tranh nội tâm của một người mong muốn hoàn thành nhiệm vụ tôn giáo của mình. Lẽ nghĩa bất bạo lực được nhấn mạnh bởi cả các tác giả người Hồi giáo và không theo Hồi giáo.